# Teira dugesii
Espèce
Synonymes
- Lacerta dugesii Milne-Edwards, 1829
- Lacerta dugesii mauli Mertens, 1938
- Podarcis dugesii jogeri Bischoff, Osenegg & Mayer, 1989
- Podarcis dugesii selvagensis Bischoff, Osenegg & Mayer, 1989

Statut de conservation UICN

 LC  : Préoccupation mineure
Teira dugesii est une espèce de sauriens de la famille des Lacertidae.

## Répartition
Elle est endémique du Portugal. Elle se rencontre à Madère, à Porto Santo, aux îles Desertas et aux îles Selvagens.
Elle a été introduite au Portugal continental dans la région de Lisbonne et aux Açores.

## Liste des sous-espèces
Selon The Reptile Database (13 mai 2014) :
- Teira dugesii dugesii (Milne-Edwards, 1829) de l'île de Madère et des îles Desertas
- Teira dugesii jogeri (Bischoff, Osenegg & Mayer, 1989) de Porto Santo
- Teira dugesii mauli (Mertens, 1938) des îles Desertas
- Teira dugesii selvagensis (Bischoff, Osenegg & Mayer, 1989) des îles Selvagens

## Taxinomie

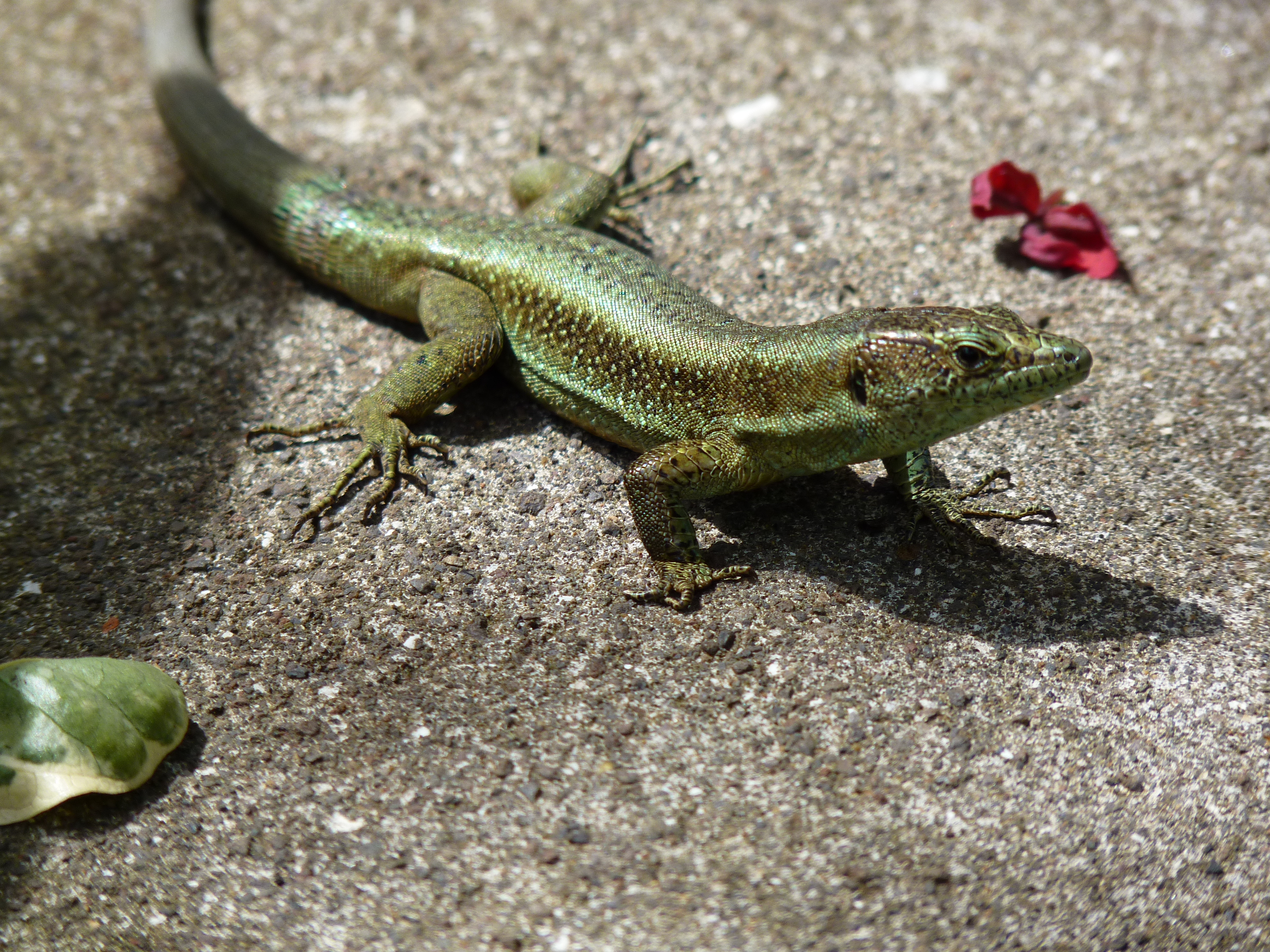
Teira dugesii

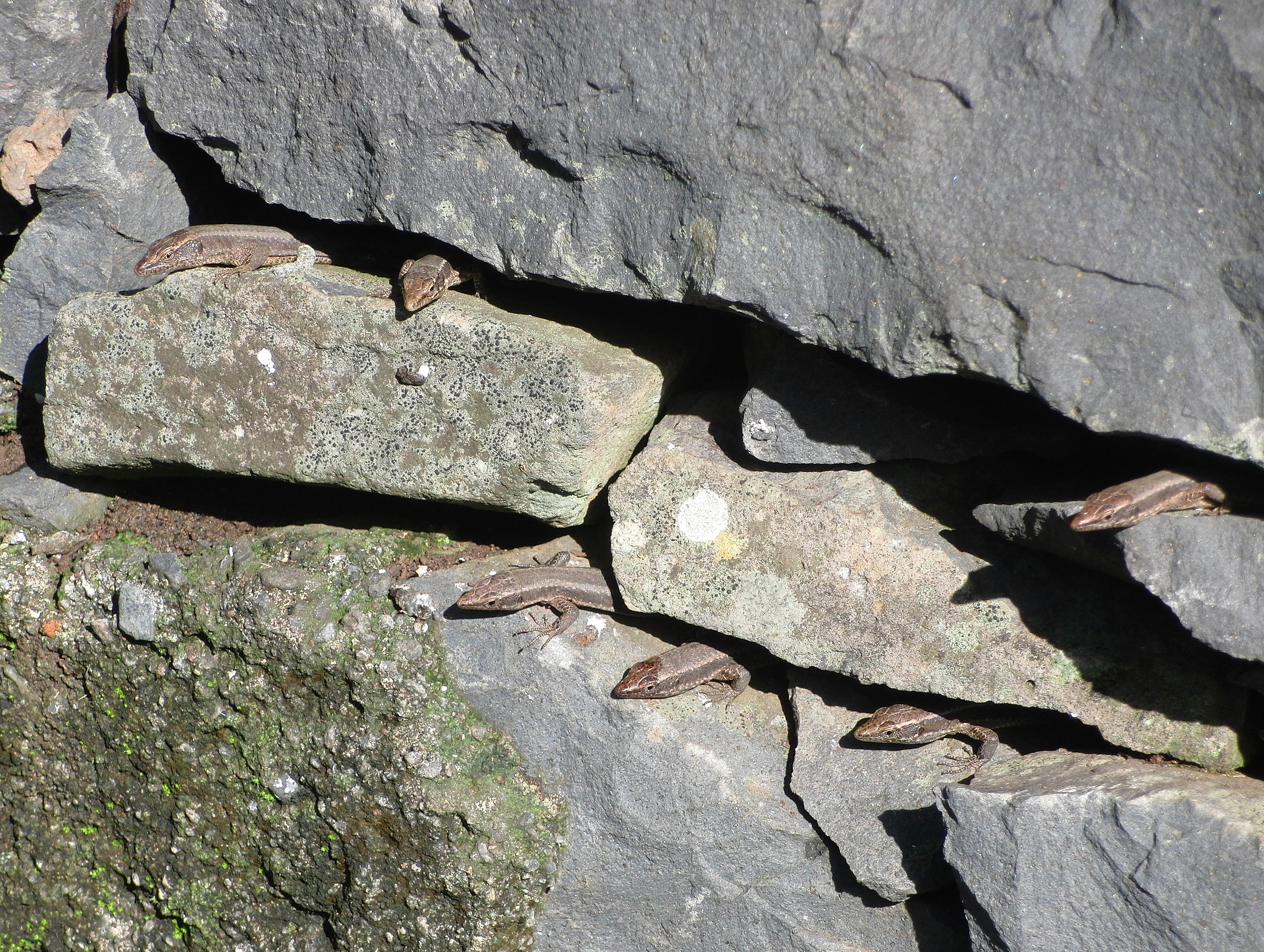
Teira dugesii

La sous espèce Teira dugesii mauli (Mertens, 1938) a été placée en synonymie avec Teira dugesii dugesii par Bischoff, Osenegg et Mayer en 1989 puis revalidée par Brehm, Harris, Alves, Jesus, Thomarat & Vicente en 2003
Atlantolacerta andreanskyi a par le passé été placé dans ce genre.

## Ecoépidémiologie
Il fait partie des nombreuses espèces susceptibles d'être parasité par des tiques et de jouer un rôle de réservoir secondaire ou alternatif pour la maladie de Lyme ou d'autres zoonoses véhiculées et transmises par les tiques. Des grands mammifères à sang chauds comme le chevreuil et le sanglier semblent être devenus le premier réservoir (et/ou hôte) pour les tiques européennes.

## Étymologie
Cette espèce est nommée en l'honneur d'Antoine Louis Dugès (1797–1838). La sous-espèce, Teira dugesii selvagensis, composé de selvag et du suffixe latin -ensis, « qui vit dans, qui habite », lui a été donné en référence au lieu de sa découverte, les îles Selvagens.

## Publications originales
- Bischoff, Osenegg & Mayer, 1989 : Untersuchungen zur subspezifischen Gliederung der Madeira-Mauereidechse, Podarcis dugesii (Milne-Edwards, 1829). Salamandra, vol. 25, no 3/4, p. 237-259.
- Mertens, 1938 : Eine melanistische Rasse der Madeira-Eidechse. Senckenbergiana, vol. 20, no 3/4, p. 287-290.
- Milne-Edwards, 1829 : Recherches zoologiques pour servir à l'histoire des lézards, extraites d'une monographie de ce genre. Annales des Sciences Naturelles, Paris, vol. 16, p. 50-89 (texte intégral).